# B. C. Forbes

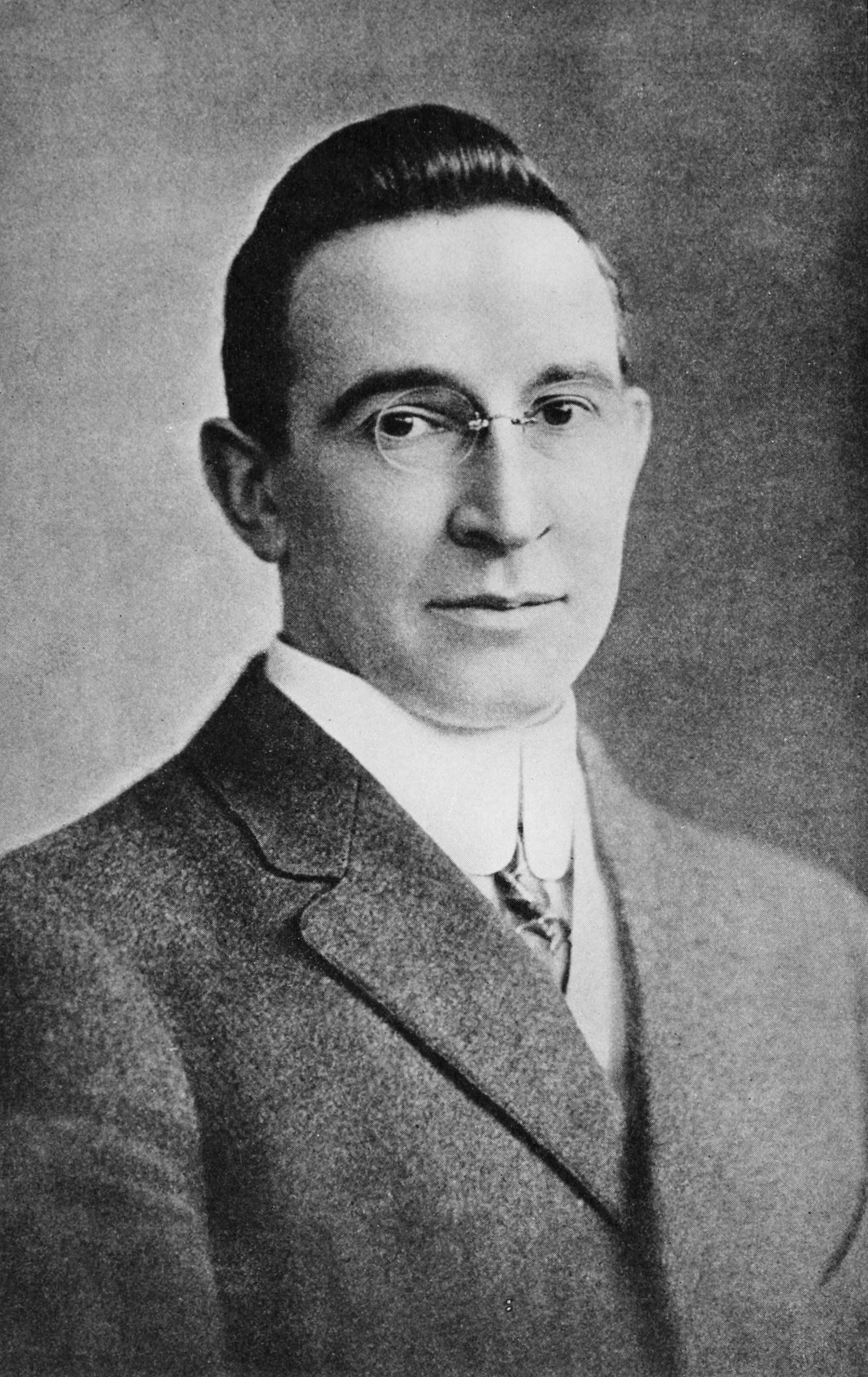
B. C. Forbes (1917)

Bertie Charles Forbes (* 14. Mai 1880; † 6. Mai 1954) war ein schottisch-amerikanischer Journalist und Autor, der das Magazin Forbes gründete.
Forbes wurde in New Deer, Aberdeenshire, geboren. Nach seinem Studium an der University of Dundee begann Forbes 1897 als Reporter und Schreiber an der örtlichen Zeitung in Dundee zu arbeiten. 1901 zog Forbes nach Johannesburg, Südafrika, wo er die Rand Daily Mail gründete. Drei Jahre später 1904 emigrierte Forbes in die Vereinigten Staaten, wo er als Journalist eine Anstellung am Journal of Commerce fand. Er wechselte dann an den Zeitungsverlag Hearst, wo er als Kolumnist ab 1911 tätig war. 1914 verließ er Hearst und wurde an der Zeitung New York American angestellt, wo er bis 1916 tätig war.
Im Jahr 1917 gründete Forbes das Magazin Forbes Magazine, das er bis zu seinem Tod im Jahr 1954 in New York City leitete. In den letzten Jahren wurde er hierbei durch Bruce Charles Forbes (1916–1964) und Malcolm Forbes (1919–1990), seinen zwei ältesten Söhnen, unterstützt. 1942 gründete Forbes die Investors League. Forbes schrieb im Laufe seines Lebens mehrere Bücher.

## Werke (Auswahl)
- Finance, Business and the Business of Life, 1915
- Men Who Are Making America, 1917
- Forbes Epigrams, 1922
- Men Who are Making the West, 1923
- Automotive Giants of America, 1925
- How to Get the Most Out of Business, 1927
- 101 Unusual Experiences, 1952